# Nostalgia (album d'Annie Lennox)
Pour les articles homonymes, voir Nostalgia.
Albums de Annie Lennox
A Christmas Cornucopia
(2010)
Singles
1. I Put a Spell on You
Sortie : 15 septembre 2014
2. Summertime
Sortie : 30 septembre 2014

Nostalgia est le sixième album studio d'Annie Lennox, sorti le 21 octobre 2014.
Cet un album de reprises de chansons des années 1930 et 1940 choisies par la chanteuse après des heures de visionnements de vidéos sur YouTube, ainsi que d'écoutes d'enregistrements d'époque extraits du Répertoire Américain de la Chanson.
L'album s'est classé 9e au UK Albums Chart et 13e au Billboard 200.

## Liste des titres
| No  | Titre                  | Auteur                                    | Durée |
| --- | ---------------------- | ----------------------------------------- | ----- |
| 1.  | Memphis in June        | Paul Francis Webster, Hoagy Carmichael    | 2:47  |
| 2.  | Georgia on My Mind     | Carmichael, Stuart Gorrell                | 3:55  |
| 3.  | I Put a Spell on You   | Screamin' Jay Hawkins                     | 3:32  |
| 4.  | Summertime             | George Gershwin                           | 5:12  |
| 5.  | I Cover the Waterfront | Johnny Green, Edward Heyman               | 2:59  |
| 6.  | Strange Fruit          | Abel Meeropol                             | 3:46  |
| 7.  | God Bless the Child    | Billie Holiday, Arthur Herzog, Jr.        | 3:03  |
| 8.  | You Belong to Me       | Chilton Price, Pee Wee King, Redd Stewart | 3:22  |
| 9.  | September in the Rain  | Harry Warren, Al Dubin                    | 2:53  |
| 10. | I Can Dream, Can't I?  | Sammy Fain, Irving Kahal                  | 2:56  |
| 11. | The Nearness of You    | Carmichael, Ned Washington                | 2:32  |
| 12. | Mood Indigo            | Duke Ellington, Barney Bigard             | 5:34  |

| 1. | Annie Lennox Discusses Nostalgia |  |
| 2. | I Put a Spell on You (Live)      |  |

## Personnel
- Annie Lennox : chant, piano, piano électrique Fender Rhodes, flûte, percussions, arrangements des cordes, production
- Mike Stevens : guitare, orgue Hammond, claviers, accordéon, Vibraphone, Harmonica, Programmation, arrangements des cordes, production
- Chris Hill : basse, contrebasse
- Ivan Hussey : violoncelle
- Urban Soul Orchestra : violons
- Stephen Hussey : orchestrations, violon, alto
- Simon Finch : trompette
- Nichol Thomson : trombone
- Neal Wilkinson : batterie
- Richard Brook : percussions

## Nostalgia: An Evening With Annie Lennox
Il a aussi été édité en double album CD/DVD en 2015. Sur le DVD, on la retrouve lors d'un concert à l'Orpheum Theatre de Los Angeles pour la chaîne télévisée PBS. Avec un ensemble de 19 musiciens, la chanteuse interprète divers standards pop, jazz et R&B, en plus de reprendre des hits des Eurythmics et de sa propre carrière solo. 
DVD
- DVD-1	Intro
- DVD-2	Memphis In June
- DVD-3	Georgia On My Mind
- DVD-4	I Put A Spell On You
- DVD-5	Summertime
- DVD-6	I Cover The Waterfront
- DVD-7	Strange Fruit
- DVD-8	God Bless The Child
- DVD-9	You Belong To Me
- DVD-10 September In The Rain
- DVD-11 I Can Dream, Can't I?
- DVD-12 The Nearness Of You
- DVD-13 Mood Indigo
- DVD-14 Here Comes The Rain Again
- DVD-15 No More "I Love You's"
- DVD-16 Why
- DVD-17 Sweet Dreams (Are Made Of This)